# Leichtathletik-Europameisterschaften 1938/4 × 100 m der Frauen

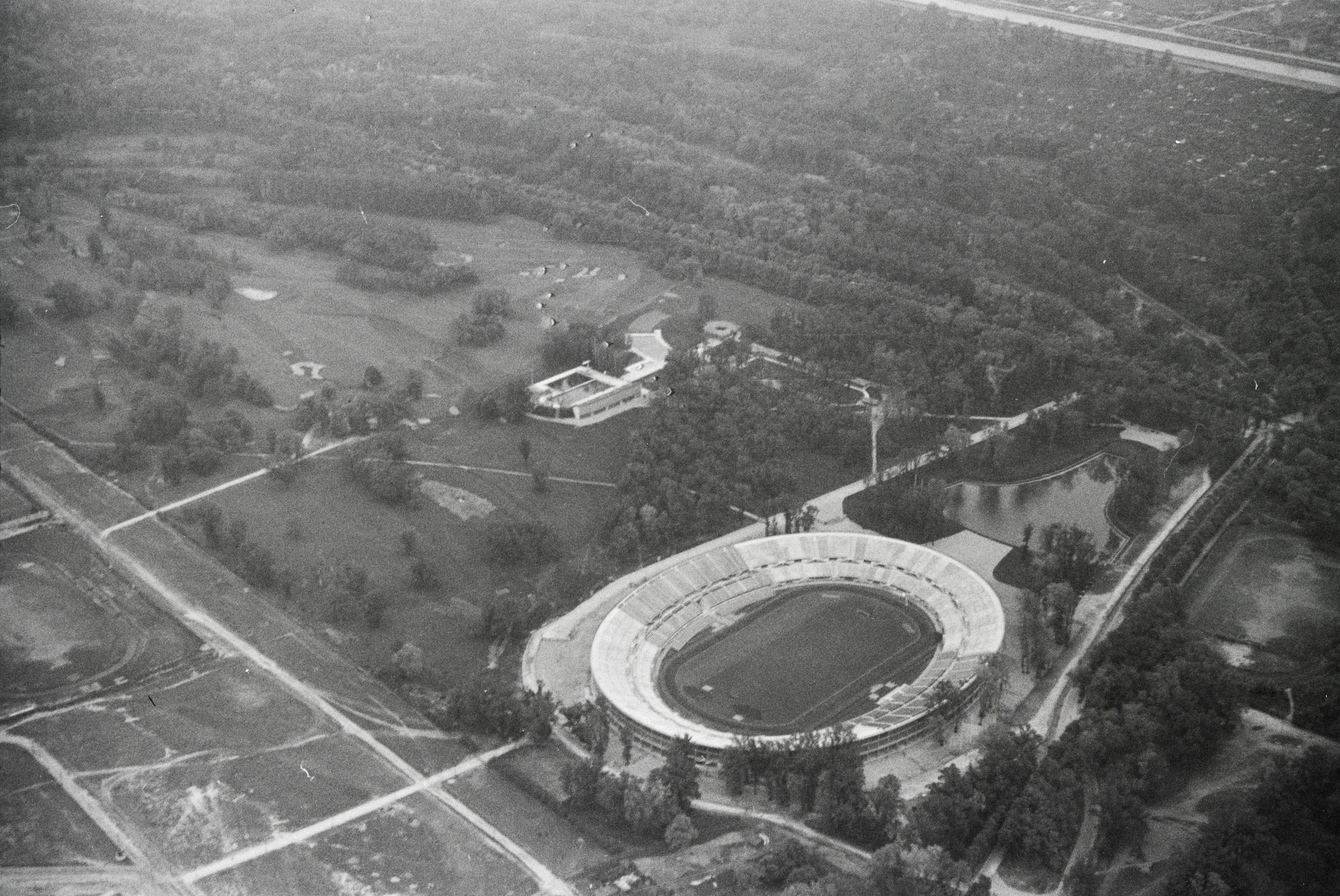
Praterstadion auf einer Luftaufnahme 1932

Die 4-mal-100-Meter-Staffel der Frauen bei den Leichtathletik-Europameisterschaften 1938 wurde am 18. September 1938 im Wiener Praterstadion ausgetragen.
Europameister wurde die deutsche Staffel in der Besetzung Josefine Kohl, Käthe Krauß, Emmy Albus und Ida Kühnel. Polen gewann die Silbermedaille mit Jadwiga Gawrońska, Barbara Książkiewicz, Otylia Kałuża und Stanisława Walasiewicz. Bronze ging an Italien (Maria Alfero, Maria Apollonio, Rosetta Cattaneo, Italia Lucchini).

## Rekorde

### Bestehende Rekorde
| Weltrekord           | 46,4 s                                              | Deutsches Reich (Emmy Albus, Käthe Krauß, Marie Dollinger, Ilse Dörffeldt) | OS Berlin, Deutsches Reich                          | 8. August 1936                                      |
| Europarekord         | 46,4 s                                              | Deutsches Reich (Emmy Albus, Käthe Krauß, Marie Dollinger, Ilse Dörffeldt) | OS Berlin, Deutsches Reich                          | 8. August 1936                                      |
| Meisterschaftsrekord | Einen Europameisterschaftsrekord gab es noch nicht. | Einen Europameisterschaftsrekord gab es noch nicht.                        | Einen Europameisterschaftsrekord gab es noch nicht. | Einen Europameisterschaftsrekord gab es noch nicht. |

### Erster Meisterschaftsrekord
Im Rennen am 18. September wurde der folgende erste Meisterschaftsrekord aufgestellt:

46,8 s – Deutsches Reich (Josefine Kohl, Käthe Krauß, Emmy Albus, Ida Kühnel)

## Durchführung des Wettbewerbs
Es gab nur sechs Nationen, die an diesem Wettbewerb teilnahmen. So traten die Staffeln ohne vorherige Vorläufe zum Finale an.

## Finale

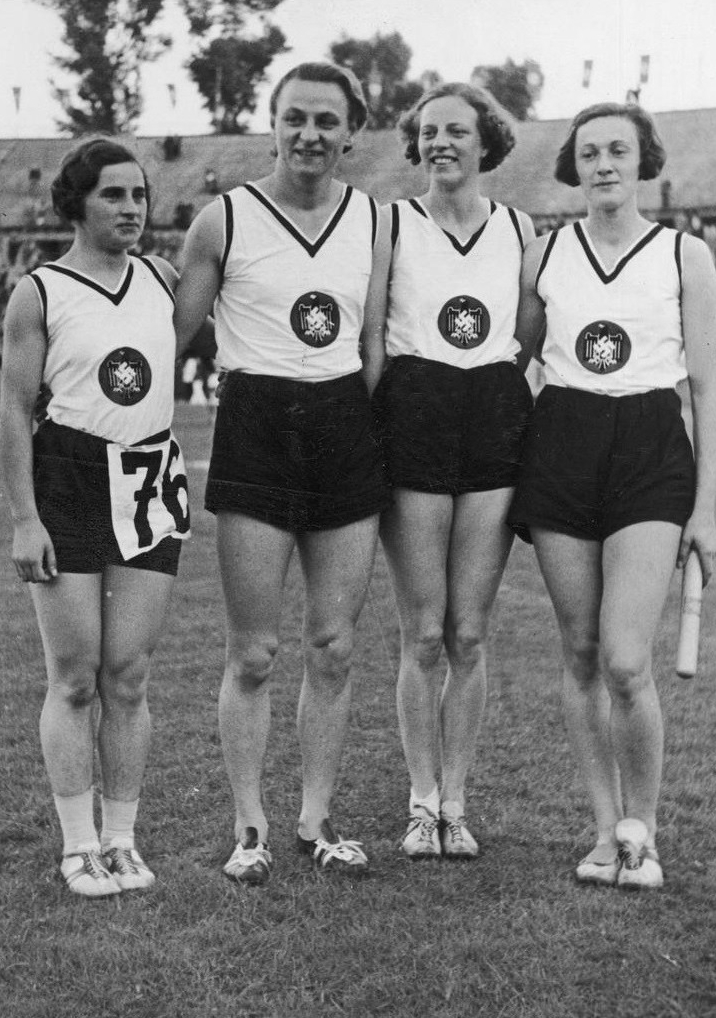
Das siegreiche deutsche Team (v. l. n. r.): Josefine Kohl, Käthe Krauß, Emmy Albus, Ida Kühnel

18. September 1938
| Platz | Staffel            | Besetzung                                                                   | Zeit (s) |
| ----- | ------------------ | --------------------------------------------------------------------------- | -------- |
| 1     | Deutsches Reich    | Josefine Kohl Käthe Krauß Emmy Albus Ida Kühnel                             | 46,8 CR  |
| 2     | Polen              | Jadwiga Gawrońska Barbara Książkiewicz Otylia Kałuża Stanisława Walasiewicz | 48,2     |
| 3     | Königreich Italien | Maria Alfero Maria Apollonio Rosetta Cattaneo Italia Lucchini               | 49,4     |
| 4     | Ungarn             | Ilona Balla Anna Lörinczi Sarolta Fehér Rózalia Nagy                        | 50,8     |
| 5     | Norwegen           | Ella Undli Aashild Brandvold Solveig Wennewold Sigfrid Sivertsen            | 51,1     |
| DSQ   | Großbritannien     | Lillian Chalmers Audrey Brown Dorothy Saunders Betty Lock                   |          |